# Klaus Schmalz
Klaus Schmalz (* 14. April 1928 in Kronberg im Taunus; † 6. August 2012) war ein deutscher Rechtsanwalt.
Schmalz war von 1975 bis 1983 Vizepräsident und dann bis 1991 Präsident der Bundesrechtsanwaltskammer. Später wurde er ihr Ehrenpräsident. Nach den Bastille-Beschlüssen des Bundesverfassungsgerichts von 1987, welche die bisherigen Standesrichtlinien der Rechtsanwaltschaft für verfassungswidrig erklärten, förderte er die Spezialisierung der Anwaltschaft. Zudem setzte er sich für internationale Kontakte der Bundesrechtsanwaltskammer, u. a. zur israelischen Anwaltskammer und den Abschluss eines Freundschaftsvertrages mit der französischen Anwaltskammer, ein.

## Ehrungen
- 1981: Bundesverdienstkreuz 1. Klasse
- 1987: Verdienstorden der Bundesrepublik Deutschland - Großes Verdienstkreuz
- 1997: Verdienstorden der Italienischen Republik - Cavaliere di Gran Croce
- 2001: Hessischer Verdienstorden
- Großes Silbernes Ehrenzeichen Ehrenzeichen für Verdienste um die Republik Österreich